# دانوتا کووالسکا
دانوتا کووالسکا (لهستانی: Danuta Kowalska؛ زادهٔ ۱۹ ژانویه ۱۹۵۵) بازیگر و مدل اهل لهستان است.
از فیلم‌ها یا مجموعه‌های تلویزیونی که وی در آن‌ها نقش داشته است، می‌توان به جادوگر جوان، گا، گا، درود بر قهرمانان، خیابان فرعی ۴، در خوشی و سختی، رنگ‌های خوشبختی، ع چون عشق، قانون حقیقی و طایفه اشاره نمود.